# Ammannia
Ammannia is een geslacht uit de kattenstaartfamilie (Lythraceae). Het geslacht telt ongeveer vijfentwintig tot dertig soorten die voorkomen in natte gebieden in Amerika, Afrika, Azië, Australië en Europa. 

## Soorten (selectie)
- Ammannia arnhemica
- Ammannia auriculata
- Ammannia baccifera
- Ammannia coccinea
- Ammannia crinipes
- Ammannia fitzgeraldii
- Ammannia gracilis
- Ammannia latifolia
- Ammannia muelleri
- Ammannia multiflora
- Ammannia robusta
- Ammannia senegalensis
- Ammannia striatiflora
- Ammannia verticillata

Adenaria · 
Ammannia · 
Capuronia · 
Crenea · 
Cuphea · 
Decodon · 
Diplusodon · 
Duabanga · 
Galpinia · 
Ginoria · 
Haitia · 
Heimia · 
Hionanthera · 
Koehneria · 
Lafoensia · 
Lagerstroemia · 
Lourtella · 
Lythrum (Kattenstaart) · 
Nesaea · 
Pehria · 
Pemphis · 
Physocalymma · 
Pleurophora · 
Punica · 
Rotala · 
Socotria · 
Sonneratia · 
Tetrataxis · 
Trapa · 
Woodfordia